# Quốc Dũng
Quốc Dũng (15 tháng 6 năm 1951 – 24 tháng 9 năm 2023) là một nhạc sĩ Việt Nam. Ông có những sáng tác đa dạng, từ nhạc trẻ tới nhạc vàng và các tình khúc 1954-1975, trong đó nhiều bài nổi tiếng như Đường xưa, Chuyện hợp tan, Điệp khúc mùa xuân, Người về từ lòng đất.

## Tiểu sử

Quốc Dũng và Thanh Mai

Ông tên thật là Nguyễn Quốc Dũng, sinh năm 1951 tại Thái Lan. Năm 1954, khi Quốc Dũng 3 tuổi, gia đình ông hồi hương trở về Việt Nam. Năm 10 tuổi, Quốc Dũng vào học tại trường Quốc gia Âm nhạc Sài Gòn và năm 16 tuổi ông tốt nghiệp thủ khoa môn nhạc pháp Tây phương. Sau khi đỗ Tú tài 2, Quốc Dũng vào học tại Viện Đại học Vạn Hạnh.
Đam mê âm nhạc từ nhỏ, 15 tuổi Quốc Dũng đã trình diễn mandolin trên truyền hình trong dàn nhạc đại hòa tấu. Bản nhạc đầu tiên của Quốc Dũng được ông viết khi mới 11 tuổi. Nhưng đó chỉ là một nhạc phẩm không lời. Phải đến năm 17 tuổi ông mới hoàn chỉnh bản nhạc đó thành ca khúc đầu tay Em đã thấy mùa xuân chưa. Sau đó ông viết nhiều ca khúc nổi tiếng khác như Mai, Đường xưa, Cơn gió thoảng, Chuyện ba người, Còn mãi nơi đây, Điệp khúc mùa xuân, Thoát ly, Hoang vắng...
Vào những năm đầu thập niên 1970, khi phong trào nhạc trẻ phổ biến ở Việt Nam Cộng hòa, Quốc Dũng cùng Nguyễn Trung Cang và Lê Hựu Hà là những nhạc sĩ đầu tiên Việt hóa nhạc trẻ, bắt đầu soạn các ca khúc nhạc trẻ bằng tiếng Việt. Khi đó ông cùng với Thanh Mai tạo thành một đôi song ca nổi tiếng. Với khả năng sáng tác, biểu diễn và sử dụng mandolin, guitar, dương cầm, trống, bass, keyboard, organ, Quốc Dũng là một trong những gương mặt tiêu biểu của nhạc trẻ thời đó.
Sau 1975, Quốc Dũng chọn ở lại Việt Nam và kết hôn lần thứ hai với ca sĩ Bảo Yến năm 1983 khi ông làm biên tập, hòa âm phối khí cho Đài Truyền hình Thành phố Hồ Chí Minh. Hai người có hai con trai là Khải Ca và Bảo Châu. Đến năm 2013, nhạc sĩ Quốc Dũng bị tai nạn giao thông nghiêm trọng.
Năm 2005, Trung tâm Thúy Nga thực hiện DVD Paris By Night 78 - Đường Xưa, giới thiệu dòng nhạc của 3 nhạc sĩ Quốc Dũng, Châu Kỳ và Tùng Giang và được ghi hình tại Toronto, Ontario, Canada.
Ngoài vai trò nhạc sĩ, Quốc Dũng từng là diễn viên, đóng vai nam chính trong bộ phim Trường tôi của đạo diễn Lê Dân, năm 1973.
Ông qua đời vào ngày 24 tháng 9 năm 2023 tại nhà riêng sau thời gian dài lâm bệnh nặng, hưởng thọ 72 tuổi.

## Nhạc phẩm
- 6 đoản khúc
- Anh về giữa mùa xuân
- Áo trắng thiên thần
- Bài ca dao đầu đời (viết chung với Thanh Sơn)
- Bài ca Tết cho em (1982)
- Bài toán khó năm xưa
- Bên nhau ngày vui
- Bên trời hiu quạnh
- Biển mộng
- Bởi đã yêu anh
- Bởi vì em (nhạc Quốc Anh)
- Cali chiều hội ngộ
- Câu lạc bộ làm quen (Tìm bạn bốn phương)
- Chỉ là mùa thu rơi
- Chín con số một linh hồn
- Cho em ngày nắng xanh (lời Quốc Bảo)
- Cho nhau mùa đông (lời Khắc Dũng)
- Chợt như năm 18
- Chuyện ba người (thơ Xuân Kỳ)
- Chuyện hợp tan (lời Nguyễn Đức Cường)
- Chuyện yêu đương
- Cô láng giềng nho nhỏ
- Cõi bình yên
- Cõi buồn
- Cõi mộng (Khoảng cách)
- Cơn gió thoảng
- Còn mãi những lời tình ca
- Còn mãi nơi đây
- Cơn say tình ái
- Cung đàn tình ái
- Cuộc tình mây bay
- Đà Lạt chiều mơ (lời Nguyễn Đức Cường)
- Dạo khúc tình buồn
- Dạo khúc uyên ương
- Đêm chia xa
- Điệp khúc mùa xuân
- Đừng nhắn tin em nữa
- Đường xưa (thơ Nguyễn Đức Cường)
- Em đã thấy mùa xuân chưa
- Giọt lệ tình
- Ghét anh ghê (Quốc Dũng - Lâm Hoài Thanh)
- Hà Nội em và mùa xuân
- Hạt mưa và nỗi nhớ (lời Nguyễn Đức Cường)
- Hãy lại đây với anh
- Hẹn ước mùa xuân
- Hoang vắng (lời Nguyễn Đức Cường)
- Hồi tưởng
- Hôm nay ngày mai
- Huế đêm trăng (lời Nguyễn Đức Cường)
- Kẻ đau tình (thơ Xuân Kỳ)
- Khi quả bóng lăn
- Khung trời tuổi mộng
- Kỷ niệm ngày mới quen
- Làm quen (Quốc Dũng - Lâm Hoài Thanh)
- Lời chim bão tố
- Lối thu xưa (Anh không dám nói yêu em)
- Mai
- Mãi cùng em ngày xanh
- Mắt Huế xưa (thơ Đinh Trầm Ca)
- Mong manh
- Mùa xuân dịu êm
- Mùa xuân đầu tiên
- Ngại ngùng (thơ Xuân Kỳ)
- Người về từ lòng đất
- Nhịp điệu thời gian
- Những giai điệu không quên (lời Đinh Trầm Ca)
- Nỗi đau ngọt ngào
- Nụ tình phai
- Nước mắt muộn màng
- Quà tặng (lời Nguyễn Đức Cường)
- Quê hương và mộng ước
- Quê hương tình yêu và tuổi trẻ
- Phút tạ từ
- Ru tình quên lãng
- Ru tôi giấc mộng
- Rừng thu quên lối
- Song hiệp tranh hùng
- Sống không hồn
- Ta
- Thoát ly
- Thư tình không gửi
- Thương thầm (thơ Xuân Kỳ)
- Tình trong như đã
- Tình yêu hôm nay
- Tình yêu mắt nai (thơ Đinh Trầm Ca)
- Tình yêu và cuộc chiến
- Tôi vẫn tin một ngày mai
- Trái tim tội lỗi
- Vui ca trong nắng xuân (Nắng xuân)
- Xe và tôi (nhạc Võ Tá Hân)
- Xuân thương nhớ (Xuân xa vắng)
- Yêu em từ thưở trăng tròn
- Yêu và ảo mộng